# Cephalocereus nizandensis
Cephalocereus nizandensis là một loài thực vật có hoa trong họ Cactaceae. Loài này được (Bravo & T.MacDoug.) Buxb. mô tả khoa học đầu tiên năm 1965.